# گورج دوریچ
گورج دوریچ (انگلیسی: Đorđe Đurić؛ زادهٔ ۲۴ آوریل ۱۹۷۱) بازیکن والیبال اهل صربستان است.